# Самойлова Антоніна Володимирівна
Антоніна Володимирівна Самойлова (нар. 26 вересня 1988, Черкаси) — альпіністка, перша українка, що тричі зійшла на Еверест та перша українка, що зійшла на восьмитисячники Манаслу та Канченджанга

## Життєпис
Народилася 26 вересня 1988 року в українському місті Черкаси. У 2009 році закінчила Київський національний університет. Згодом три роки жила в Лондоні, де отримала освіту за фахом дизайнер інтер'єрів в Istituto Marangoni (2012 рік) і до захоплення альпінізмом працювала дизайнеркою інтер'єрів. Захопилась альпінізмом у 2018  році після походу на найвищу точку Африки гору Кіліманджаро.

## Досягнення
У 2022 році стала єдиною, хто підняв український прапор на Евересті. Найрезультативнішим на складні сходження став для Антоніни 2022 рік, адже за 9 місяців року, вона зійшла на Вінсон, Орісаба, Лобуче, Еверест, K2, Ама-Даблам і таким чином стала єдиною українкою, хто зробив таку велику кількість складних сходжень за сезон. Також, стала єдиною українською жінкою, яка за один сезон зійшла на Еверест та К2.
У 2023 році піднялась на Еверест вдруге, таким чином стала першою українською жінкою, що двічі піднялась на Еверест. Під час цієї експедиції зняла унікальне відео разом з оператором Sandro Gromen-Hayes. На цьому відео вперше у світі була зроблена дронова зйомка прапору України на Евересті.
У 2023 році стала першою українською жінкою, хто піднявся на складний восьмитисячник Манаслу.
У 2024 році Антоніна втретє підкорила Еверест, доставивши на вершину фотографію захисника України Олександра Гряника, який мріяв піднятися на Еверест, але у 2022 році загинув під час оборони Азовсталі.
У травні 2025 підкорила вершину гори Канченджанга, таким чином ставши першою українкою, що підкорила п'ять восьмитисячників. З собою на сходження вона взяла шеврон Олександра Гряника.
Всі сходження з початку війни українка присвятила незламності та силі свого народу та його боротьбі за свободу. Її батько та брат захищають Україну на службі в ЗСУ.

## Сходження
- Кіліманджаро (5 895 м) — Танзанія, 2018 рік. Найвища точка Африки
- Ельбрус (5 642 м) — Росія, 2019 рік. Вища точка Європи
- Котопахі (5 911 м) — Еквадор, 2021 рік
- Вінсон (4 892 м) — Антарктида, 2022 рік
- Орісаба (5 636 м) — Мексика, 2022 рік
- Лобуче (6 119 м) — Непал, 2022, 2023 рік
- Еверест (8 848 м) -  Непал, 2022,  2023 роки
- K2 (8 611 м) — Пакистан, 2022 рік
- Ама-Даблам (6 812 м) — Непал, 2022 рік
- Ільїнса Норте (5126 м) та Ільїнса Сюр (5248 м) — Еквадор, 2023 рік
- Каямбе (5 790 м) — Еквадор, 2023 рік
- Манаслу (8 163 м) — Непал, 2023 рік
- Еверест (8 848 м) — 2023 рік[14]
- Еверест (8 848 м) — 2024 рік[14]
- Канченджанга (8 586 м) — 2025 рік[13]